# 神戸中央線
神戸中央線（こうべちゅうおうせん）は、神戸市中央区の阪神高速32号新神戸トンネルからポートアイランドに渡る神戸港港島トンネル、そして神戸空港までを結ぶ道路。地域高規格道路に指定されている。

## 概要
新神戸トンネルから国道2号接続部は新神戸トンネル有料道路II期として事業化されたが、神戸港島トンネルまでの一部区間が未開通で神戸中央線南伸部として地域高規格道路の候補路線に指定されている。南伸部の距離は約8km。神戸空港へのアクセス強化が期待される。
2022年2月、神戸市は2022年度に新神戸トンネルから神戸港島トンネル、そしてポートアイランドに至るまでの区間の事業を開始すると発表した。